# Gotan Project
Gotan Project — группа из Парижа. В состав группы входят Филипп Коен Солал (Франция), Эдуардо Макарофф (Аргентина) и Кристоф Мюллер (Швейцария).

## История группы
Группа образовалась в 1999 году. Первая запись группы Vuelvo Al Sur/El Capitalismo Foraneo была издана в 2000, за этим последовал альбом La Revancha del Tango (2001). Музыка группы представляет собой танго, дополненное электронными элементами (семплами, битами и брейками).
Gotan Project назвали себя в честь популярного альбома-компиляции Tango Project, выпущенного в США в 1982. Gotan — слово, образованное от Tango в результате словесной игры, характерной для социолекта лунфардо, распространённого в Буэнос-Айресе и Монтевидео, принципом которого является перестановка слогов в словах.
Концертные записи группы транслировались на Gilles Peterson’s world music show (БиБиСи Радио 1) в мае 2004. В 2004 Филипп Коен Солал выпустил диджей-сет Inspiración Espiración — A Gotan Project DJ Set Selected & Mixed by Philippe Cohen Solal. Этот альбом — сборник классического танго композиторов Anibal Troilo и Астора Пьяццоллы, а также композиций, написанных самими Gotan Project. Помимо этого, в альбом включен бонус-трек La Cruz del Sur (композиция, не вошедшая в La Revancha del Tango).
До Gotan Project Мюллер и Коен Солал выступали в дуэте Boyz from Brazil.

## Дискография
- La Revancha del Tango (2001)
- Inspiración Espiración (2004)
- Lunático[1] (2006)
- Tango 3.0 (2010)
- La Revancha En Cumbia (2011)[2]

## Компиляции / мини-альбомы / концертные записи
- Santa Maria (2002)
- La Revancha Del Tango (Live) (2005)
- El Norte (2006)
- Gotan Object (2008)

## Видео
- La Revancha del Tango Live (2005)
- Tango 3.0 (2010)